# Portada/efemèride març 7
Maurice Ravel, al piano, en una vetllada el dia que feia 53 anys, amb George Gershwin.
« 6 de març · 7 de març · 8 de març »